# Footix

Footix

Footix volt a Franciaország által megrendezett 1998-as labdarúgó-világbajnokság kabalafigurája.
Footix egy kis aranyos, vidám gall kakas – Franciaország nemzeti állata és egyben szimbóluma is – kék színű, a taréja vörös, ami persze nem meglepő, mivel ezek a francia nemzeti színek. A hasán fehér színnel France 98 felirat olvasható, utalva ezzel a világbajnokságra. A jobb kezében tartja a Tricolore-t, ami a torna hivatalos labdája volt.
Neve a "football" és az "-ix" szóvégződésből származik a népszerű Asterix képregény mintájára.